# Män för jämställdhet
Män för Jämställdhet (MÄN) är en svensk ideell feministisk organisation bildad 1999. Den arbetar för jämställdhet och mot mäns våld mot kvinnor.

## Historik
Organisationen startade 1993 som ett nätverk för att engagera män mot mäns våld mot kvinnor. Starten bestod bland annat av ett upprop Nu får det vara nog - Nu måste männen själva göra något åt det manliga våldet som publicerades i Svenska Dagbladet den 31 mars 1993, undertecknat av flera män i Rädda Barnens styrelse, bland annat barnläkaren Lars H. Gustafsson och dåvarande generalsekreteraren för Rädda Barnen Lennart Lindgren. Uppropet fortsatte "Vi kan inte längre tiga. De män som kränker kvinnors och barns rättigheter ödelägger liv. Det är djupt omänskligt och därmed djupt omanligt".
När brevet publicerades handlade det främst om det systematiska våldet som män utövade i kriget i forna Jugoslavien, men föreningens arbete har sedan utvecklats till att motarbeta olika former av våld och på många arenor.
Nätverket formaliserades 1999 som en partipolitiskt obunden ideell förening, då under namnet Manliga nätverket, med individer som medlemmar organiserade i lokalgrupper över hela landet. År 2006 bytte föreningen namn till Män för jämställdhet.
Vid årsskiftet 2023/24 hade organisationen 1857 individuella medlemmar och cirka 40 anställda på förbundskansliet. Organisationen anordnar bland annat pappagrupper där deltagarna får möjlighet att träffa andra pappor och prata om utmaningar och möjligheter samt få inspiration om hur man kan må bättre och fungera bättre som förälder. Bland medarbetarna finns bland annat psykologer, journalister, statsvetare och pedagoger med ett engagemang för förändringsarbete med män och pojkar. Man arbetar med kunskaps- och metodutveckling, bedriver påverkansarbete och opinionsbildar och utbildar i metoder som är våldsförebyggande och jämställdhetsfrämjande.